# Laura Gibson

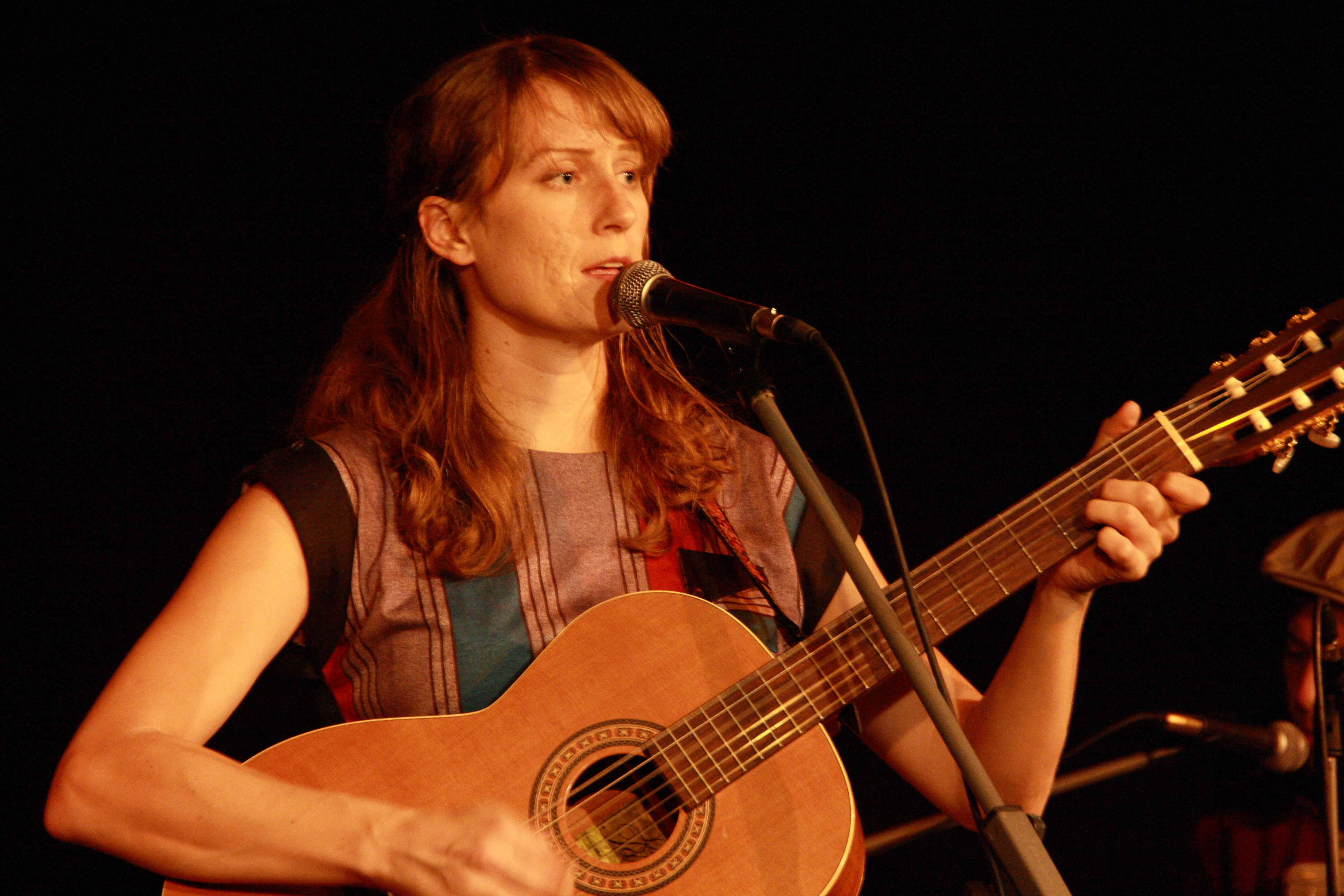
Laura Gibson, 2009

Laura Gibson (* 9. August 1979 in Coquille, Oregon) ist eine US-amerikanische Singer-Songwriterin des Alternative Country.

## Biographie
Laura Gibson wuchs im Bundesstaat Oregon auf. Sie erlernte das Cellospiel und war als Jugendliche Hochsprung-Meisterin ihres Staates. Später studierte sie am Linfield College in Portland. Seit 2004 veröffentlicht sie selbstgeschriebene und selbstgetextete „kunstvolle, kontemplative Folk-Songs, die sie zu Akustikgitarre und weicher Orchestrierung mit warmem Gesang intoniert“.
Laura Gibson veröffentlichte bisher fünf Solo-Alben, zwei EPs und ein gemeinsames Album mit dem Elektro-Musiker Ethan Rose. Beim Aufnehmen ihrer Songs wurde sie unter anderem von Rachel Blumberg, Nate Query, Adam Selzer, Laura Veirs und Danny Seim unterstützt. Darüber hinaus wirkte sie als Gastmusikerin auf Alben von The Decemberists, The Dodos, Colin Meloy und Musée Mécanique mit. Außerdem war sie mit Juana Molina, Damien Jurado und Alela Diane auf Tour. 2009 trat sie zum ersten Mal in Europa auf.
Laura Gibson lebt in New York City, wo sie ihr Studium im Fach Creative Writing am Hunter College der City University of New York fortsetzt.

## Diskographie

### Solo-Alben
- 2006 – If You Come to Greet Me
- 2009 – Beasts of Seasons
- 2012 – La Grande
- 2016 – Empire Builder
- 2018 – Goners

### EPs
- 2004 – Amends
- 2006 – Six White Horses: Blues & Traditionals Vol. 1

### Laura Gibson and Ethan Rose
- 2010 – Bridge Carols

### Als Gastmusikerin
- 2016 – The Avener feat. Laura Gibson – You Belong